# Dr.-Erich-Berger-Hütte
Die Dr.-Erich-Berger-Hütte ist eine Selbstversorgerhütte der Sektion München des Deutschen Alpenvereins in den Kitzbüheler Alpen in Tirol, Österreich.

## Lage
Die Hütte auf 1340 m ü. A. steht südlich unterhalb des Marchbachjochs (1496 m ü. A.) neben der Rieplalmhütte oberhalb des Ortes Niederau im Gemeindegebiet von Hopfgarten im Brixental.

## Geschichte
Die Markbachjochhütte wurde 1928 erworben. Sie wurde im Mai 1983 wegen Baufälligkeit abgerissen. Schon im selben Jahr wurde an gleicher Stelle am 15. Oktober 1983 die neue Hütte eingeweiht. Nach Fertigstellung des Neubaus war ein Antrag gestellt worden, die Hütte zu Ehren des 1. Vorsitzenden Dr. Erich Berger zu benennen, um seine Verdienste für den Verein zu würdigen. Die Hütte in den Kitzbüheler Alpen unter dem Marchbachjoch wurde 1984 nach ihm benannt.

## Namensgeber der Hütte
Dr. Erich Berger (1911 bis 1994) war erster Vorsitzender der Sektion München des DAV von 1961 bis 1984. Besonders machte er sich verdient, um den Bau der Watzmannbahn zu verhindern. Er hat unermüdlich und mutig mit fachlich ausgezeichneten Stellungnahmen und Briefen gegen die Watzmannbahn gekämpft. Ohne den damals erfolgreichen massiven Widerstand gegen die Watzmannbahn gäbe es heute mit hoher Wahrscheinlichkeit keinen Nationalpark Berchtesgaden. Berger wurde 1976 zum Ehrenmitglied des Vereins ernannt. Im gleichen Jahr wurde er mit dem „Bayrischen Verdienstorden“ ausgezeichnet. 1981 verlieh ihm die Sektion den „Goldenen Ehrenring“.

## Zugänge
- Von Niederau über die Anton-Graf-Hütte, Gehzeit 2:15 Std.
- Von der Bergstation der Marchbachjoch-Gondelbahn, Gehzeit 0,5 Std.

## Gipfel
- Marchbachjoch (1498 m ü. A.) über den DAV Parkplatz, Gehzeit 2 Std.
- Feldalphorn (1923 m ü. A.) über Turmkogel, Gehzeit 4–4,5 Std. (Auf- und Abstieg)
- Roßkopf (1731 m ü. A.) über Käsalm (Holzalm) bis Horler Stiege, Gehzeit 2 Std.
- Roßkopf (1731 m ü. A.) Umrundung, Gehzeit 3 bis 4 Std.
- Schwaiberghorn (1990 m ü. A.) und Breitegg (1981 m ü. A.), Gehzeit 9–10 Std. (Auf- und Abstieg)

## Karten
- Alpenvereinskarte AV 34/1, 1:50.000, Kitzbüheler Alpen, West, ISBN 978-3-928777-55-1
- Kompass Karten 29, 1:50.000, Kitzbüheler Alpen, ISBN 978-3854-91031-2